# 방종현
방종현(方鍾鉉, 1905년 6월 3일~1952년 11월 18일)은 대한민국의 국어학자, 대학 교수이다. 호는 일사(一簑), 본관은 온양이며, 평안북도 정주군 출생이다. 

## 약력
평안북도 정주 출신이다. 1928년 경성제국대학교 문과에 입학해 조선어학과와 동대학원에서 국어학과 언어학을 전공했다 해방후 경성대와 서울대학교 문리과 대학 국문학과 교수를 지냈다. 1951년 12월 서울대 문리대 학장이 됐고, 한글학회 이사, 진단학회 위원, 서지학회 회장, 우리어문학회 위원, 한국산악회 학술조사위원, 조선일보사 임원 등을 역임하였다.

## 업적
국어사와 어학은 물론 훈민정음, 고어, 방언 연구 등에 정통했다. 1947년 독도 조사 이후 독도가 돌섬에서 비롯된 명칭이라는 사실을 처음으로 밝혔다. 

## 사회 활동
대학생 때 조선일보의 이른바 방일영 장학생으로 관철동 조선일보사 사장 사랑채에 살았고, 졸업 후 조선일보사의 잡지 《조광》을 주관하기도 할 정도로 방씨 집안과 친밀했다. 

## 독도
한국산악회의 1947년 울릉도 학술조사에 참가했다. 이때 독도 조사에도 참가했다. 1947년 경성대학 예과신문에 '독도의 하루'라는 기행문을 게재했다. 방종현은 독도의 어원이 독섬이고, 이는 돌섬, 즉 석도에서 비롯된 것이라고 추정했다. 